# Sooglòssids
Els sooglòssids (Sooglossidae) són una família d'amfibis anurs endèmica de les illes Seychelles.

## Taxonomia
- Gènere Sechellophryne
  - Sechellophryne gardineri
  - Sechellophryne pipilodryas

- Gènere Sooglossus
  - Sooglossus sechellensis
  - Sooglossus thomasseti

- Gènere Nasikabatrachus
  - Nasikabatrachus sahyadrensis